# Дос Сантос, Дуглас (1982)
Дуглас дос Сантос (порт. Douglas dos Santos), либо просто Дуглас (18 февраля 1982, Крисиума, штат Санта-Катарина) — бразильский футболист, игравший на позиции полузащитника. В 2010 году выступал за сборную Бразилии.

## Биография
Дуглас — воспитанник футбольной академии клуба «Крисиума» из родного города футболиста. В 2002 году он дебютировал за основной состав «Тигров» и вскоре стал одним из самых лучших игроков команды. Он помог «Крисиуме» выйти в Серию A, а в 2005 году — выиграть чемпионат штата. К тому моменту «Крисиума» уже вернулась во второй дивизион первенства Бразилии, а после того, как Дуглас покинул команду, и вовсе вылетела в Серию C. В 2006 году Дуглас вернулся на родину и помог «Крисиуме» вернуться в Серию B.
В том же 2006 году полузащитник перешёл в «Сан-Каэтано», выступавшем в Серии B. Своей игрой он привлёк внимание гранда штата Сан-Паулу «Коринтианс», который сенсационно вылетел из Серии A в 2007 году. В 2008 году Дуглас в 33 матчах Серии B забил 9 голов и помог «Коринтиансу» вернуться в элиту. Сам футболист был признан лучшим игроком Серии B. В следующем году он сыграл в Серии A лишь половину сезона, после чего принял предложение арабского клуба «Аль-Васл» и уехал играть на Ближний Восток.
В 2010 году Дуглас стал игроком второго в своей карьере бразильского гранда, «Гремио». Он стал настоящим лидером в линии полузащиты команды из Порту-Алегри — в 2010 году в 52 матчах он забил 8 голов, выиграл Лигу Гаушу, а в конце года получил приглашение от Мано Менезеса в сборную Бразилии. Менезес был знаком с Дугласом ещё по совместной работе в «Коринтиансе». 17 ноября 2010 года Дуглас дебютировал в «Селесао», выйдя на замену Роналдиньо на 73-й минуте товарищеского матча против Аргентины. Бразильцы уступили со счётом 0:1, пропустив гол на 2-й добавленной минуте. Примечательно, что матч проходил на нейтральном поле также на Ближнем Востоке — на Международном стадионе «Халифа» в Дохе.
2011 год Дуглас провёл ещё более успешно — в 57 матчах за «Гремио» он отметился 16-ю забитыми голами. В межсезонье «Коринтианс», ставший чемпионом Бразилии 2011 года, вернул Дугласа в свои ряды, причём игрок успел поучаствовать в розыгрыше чемпионата штата Риу-Гранди-ду-Сул 2012 года. В групповом этапе Кубка Либертадорес 2012 Дуглас сыграл в 2 матчах — против «Насьоналя» из Асунсьона и «Депортиво Тачиры» — в последнем матче группы он отметился забитым голом. Затем Дуглас провёл оба матча 1/8 финала против «Эмелека», после чего вышел на поле лишь в ответном финальном матче турнира против «Боки Хуниорс». Полузащитник вышел на замену Алексу Мескини на 89-й минуте при счёте 2:0 в пользу «Тимао».
После того, как Алекс уехал играть в катарский клуб «Аль-Гарафа», Дуглас вновь стал игроком основного состава «Коринтианса». В 2014 году на правах аренды выступал за «Васко да Гаму». С 2015 года играет за «Гремио». Помог своей команде завоевать Кубок Бразилии в 2016 году. В начале 2017 года получил серьёзную травму и не сыграл ни в одном матче «Гремио» в Кубке Либертадорес, выигранном командой 29 ноября (был отзаявлен в ходе турнира). Дуглас по состоянию на начало декабря продолжал восстановление и не попал в заявку на Клубный чемпионат мира.

## Титулы и достижения
Командные
- Чемпион штата Сан-Паулу (2): 2009, 2013
- Чемпион штата Риу-Гранди-ду-Сул (2): 2010, 2018
- Чемпион штата Санта-Катарина (1): 2005
- Чемпион Кубка Бразилии (1): 2016
- Чемпион Бразилии в Серии B (2): 2002, 2008
- Чемпион Бразилии в Серии C (1): 2006
- Обладатель Кубка Либертадорес (1): 2012
- Победитель Рекопы Южной Америки (1): 2013
- Победитель Клубного чемпионата мира (1): 2012

Личные
- Лучший футболист Серии B Бразилии (1): 2008